# PIECE OF LOVE (アルバム)
『PIECE OF LOVE』（ピース オブ ラブ）は、北原愛子の1stアルバム。

## 解説
- 小澤正澄のギター、プログラミングでの演奏及び作曲・編曲を主に製作したアルバム。特に、「禁断の果実」はラテンとハードロックの融合作で、冒頭にある北原の喋りがあるが、歌詞では省略されている。

## 収録曲
全作詞：北原愛子
1. 明日遥か遠い海に辿り着けるように
  - 作曲：三好誠／編曲：小澤正澄
2. grand blue
  - 作曲・編曲：徳永暁人
3. 虹色にひかる海
  - 作曲：春畑道哉／編曲：徳永暁人
4. 向日葵のように
  - 作曲・編曲：小澤正澄
5. サヨナラを告げた日が近すぎて
  - 作曲：川島だりあ／編曲：清水俊也
6. 禁断の果実
  - 作曲・編曲：小澤正澄
7. Sun rise train
  - 作曲：輝門／編曲：大賀好修
8. 雪降る夜は抱きしめて
  - 作曲・編曲：小澤正澄
9. 雨の中
  - 作曲・編曲：小澤正澄
10. special Days!! -album mix-
  - 作曲・編曲：小澤正澄
11. 花咲く道
  - 作曲・編曲：岡本仁志

## 参加ミュージシャン
- 宇徳敬子 - コーラス
- 小澤正澄 - ギター、プログラミング
- 徳永暁人 - ベース、キーボード、プログラミング
- 大賀好修 - ギター、プログラミング
- 岡本仁志（GARNET CROW） - ギター

## タイアップ
- テレビ東京系アニメ「天使な小生意気」オープニングテーマ(#2、7)
- TBS系アニメ「探偵学園Q」エンディングテーマ(#3)
- 日本テレビ系「モグモグGOMBO」エンディングテーマ(#4)
- 読売テレビ「プロの動脈。」エンディングテーマ(#10)